# Gummi arabicum

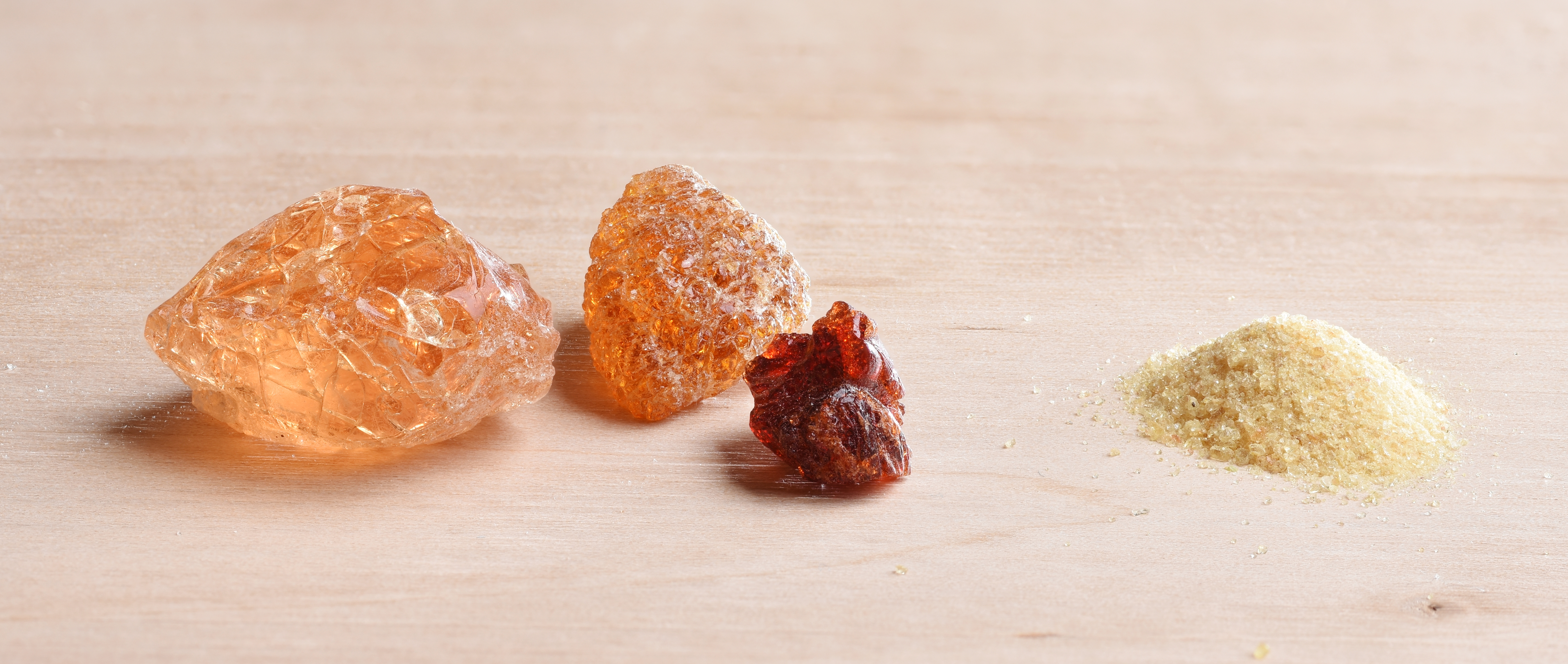
Gummi arabicum: Stücke und Pulver

Als Gummi arabicum (auch Gummiarabikum und übersetzt Arabisches Gummi) wird das Gummi aus dem Exsudat von verschiedenen, in Afrika verbreiteten Akazien-Bäumen und früher der Gattung Acacia zugerechneten Arten wie dem Gummiarabikumbaum (Senegalia senegal), sowie der Arabischen Gummi-Akazie (Vachellia nilotica), der Seyal-Akazie (Vachellia seyal) und von Vachellia tortilis, Vachellia gummifera, Vachellia karroo und der Schrecklichen Akazie (Vachellia horrida) bezeichnet.
Auch werden viele weitere (nichtoffizinelle) Gummis von früher ebenfalls sämtlich als Acacia-Arten angesehenen Vachellia spp., Acacia spp. und Senegalia spp. mit „Gummi arabicum“ bezeichnet. Es ist die älteste bekannte Gummiart.
Gummi arabicum ist ein natürliches Gemisch von Polysacchariden (Mehrfachzuckern) mit der Hauptkomponente Arabinsäure.

## Gewinnung

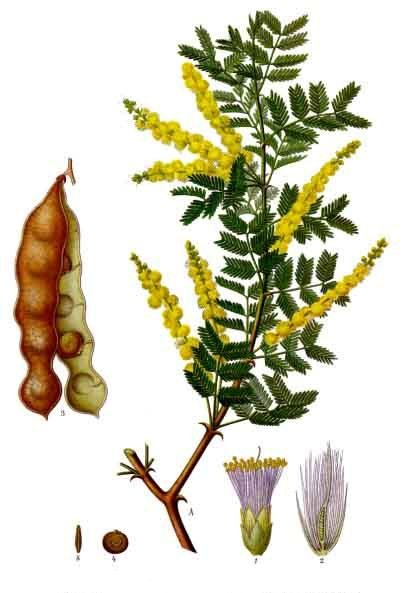
Senegalia senegal aus Koehler, 1887

Gummi arabicum wird aus dem Wundsaft der Bäume gewonnen. Dabei schneidet man die geschälte Baumrinde in einem nach unten gerichteten Winkel ein. Aus dem heraussickernden Gummi können sich im Laufe von 20 bis 30 Tagen eine oberflächlich harte Blase oder wurm-, hornförmige Stücke bilden, die dann „geerntet“ werden. Der Baum braucht bis zu vier Jahre, um sich davon wieder zu erholen. Der Baum schwitzt aber auch selbst Gummi aus, wenn die Rinde durch Austrocknung aufreißt. Das Gummi wird dann weiter getrocknet und meist noch weiteren Schritten unterworfen.

## Charakterisierung
Gummi arabicum besteht aus weißen bis roten,
meist gelblich-braunen, matten, spröden, geruchlosen Stücken mit glänzendem, glasigem Bruch, die sich in warmem Wasser zu einer klaren, zähen, klebrigen, fad schmeckenden und schwach sauer reagierenden Flüssigkeit auflösen (pH-Wert von 5 in 10 %iger Lösung). Es hat eine Dichte von 1,4 g·cm−3und eine Zersetzungstemperatur von 90 bis 95 °C. Die Löslichkeit in Wasser beträgt circa 500 g·l−1. In Alkohol ist es unlöslich.
Gummi arabicum enthält hauptsächlich saure Erdalkali- und Alkalisalze der Arabinsäure (Polyarabinsäure), ein verzweigtes, aus L-Arabinose, D-Galactose, L-Rhamnose und D-Glucuronsäure im Verhältnis 3:3:1:1 bestehendes Polysaccharid.
Daraus wurden früher Arabinose und Ribose gewonnen.
Außerdem sind Glykoproteine enthalten.
Gummi arabicum wird in großen Mengen gehandelt und in drei Klassen eingeteilt. Klasse 1 (die beste; Senegalia senegal) besteht aus großen, runden oder wurmförmigen Stücken und ist weißlich / blass- oder bräunlichgelb und hart. Klasse 2 (Senegalia senegal und Vachellia seyal sowie andere Acacia, Vachellia) besteht aus abgerundeten, wurmförmigen oder verzweigten Stücken und ist eher bröckelig. Er ist kleiner und im Allgemeinen dunkler als die Spitzenqualität. Der Gummi mit der schlechtesten Qualität (Klasse 3; andere Arten beigemischt) hat die Form kleiner brauner Körner.
Es ist auch in Form von Flocken, Granulaten und Pudern oder sprühgetrocknet erhältlich.

## Einstufung und Kennzeichnung
Gummi arabicum (CAS-Nummer: 9000-01-5) ist ein Gefahrstoff der nach GHS mit Augenreizend – Kategorie 2 eingestuft und entsprechend mit dem Piktogramm GHS07 und dem H-Satz H319: Verursacht schwere Augenreizung versehen werden muss.
In der EU ist Gummi arabicum als Lebensmittelzusatzstoff mit der E-Nummer E 414 zugelassen und wird in der Inhaltsstoffliste von Kosmetikartikeln als ACACIA SENEGAL GUM (INCI) angegeben.

## Verwendungen

### Medizin
Gummi arabicum wirkt stark adstringierend. Es enthält Gerbstoffe, Schleim und Flavonoide.
Im Alten Ägypten wurde Gummi arabicum (dort Kami genannt) zur Einbalsamierung von Toten verwendet. Zudem wurde es zur Behandlung viraler Hauterkrankungen benutzt. In den Arzneibüchern wird Gummi arabicum als arzneiliche Droge und als galenischer Hilfsstoff aufgeführt. Es wird z. B. zur lokalen Schmerzbehandlung eingesetzt und als Füll- und Verdickungsmittel auch in der Zahnmedizin.

### Lebensmittelzusatzstoff
Als Lebensmittelzusatzstoff wird Gummi arabicum Lebensmitteln als Verdickungsmittel, Emulgator und als Stabilisator zugesetzt. Hierbei ist vor allem die Anwendung in Getränke-Emulsionen sowie im Süßwarenbereich und in der Medikamentenherstellung (Gummi-Artikel und Überzug von Dragées) hervorzuheben. Unter den Lebensmittelzusatzstoffen wird es als E414 deklariert.

### Gummierung
Eine ehemals weit verbreitete Verwendung von Gummi arabicum ist die Gummierung von Papier. Dadurch werden Etiketten, Briefmarken, Briefumschläge, Zigarettenpapier, Verpackungen oder Klebebänder beim Anfeuchten verschließbar bzw. „klebbar“ gemacht.
Der Sattler verwendet das in Wasser gelöste Gummi arabicum als Poliermittel für Schnittkanten beim genähten Leder. Die Lösung wird mit einem Filz aufgetragen und nach dem Trocknen mit einem weichen Lappen oder einer Schwabbelscheibe poliert. Es verschließt die Poren und verleiht dem Leder eine dunklere Patina und Glanz.
Auch in der klassischen Lithografie fand Gummi arabicum für die notwendige Vorbehandlung der Lithosteine vor dem eigentlichen Farbauftrag Verwendung.

### Pigment-Bindemittel

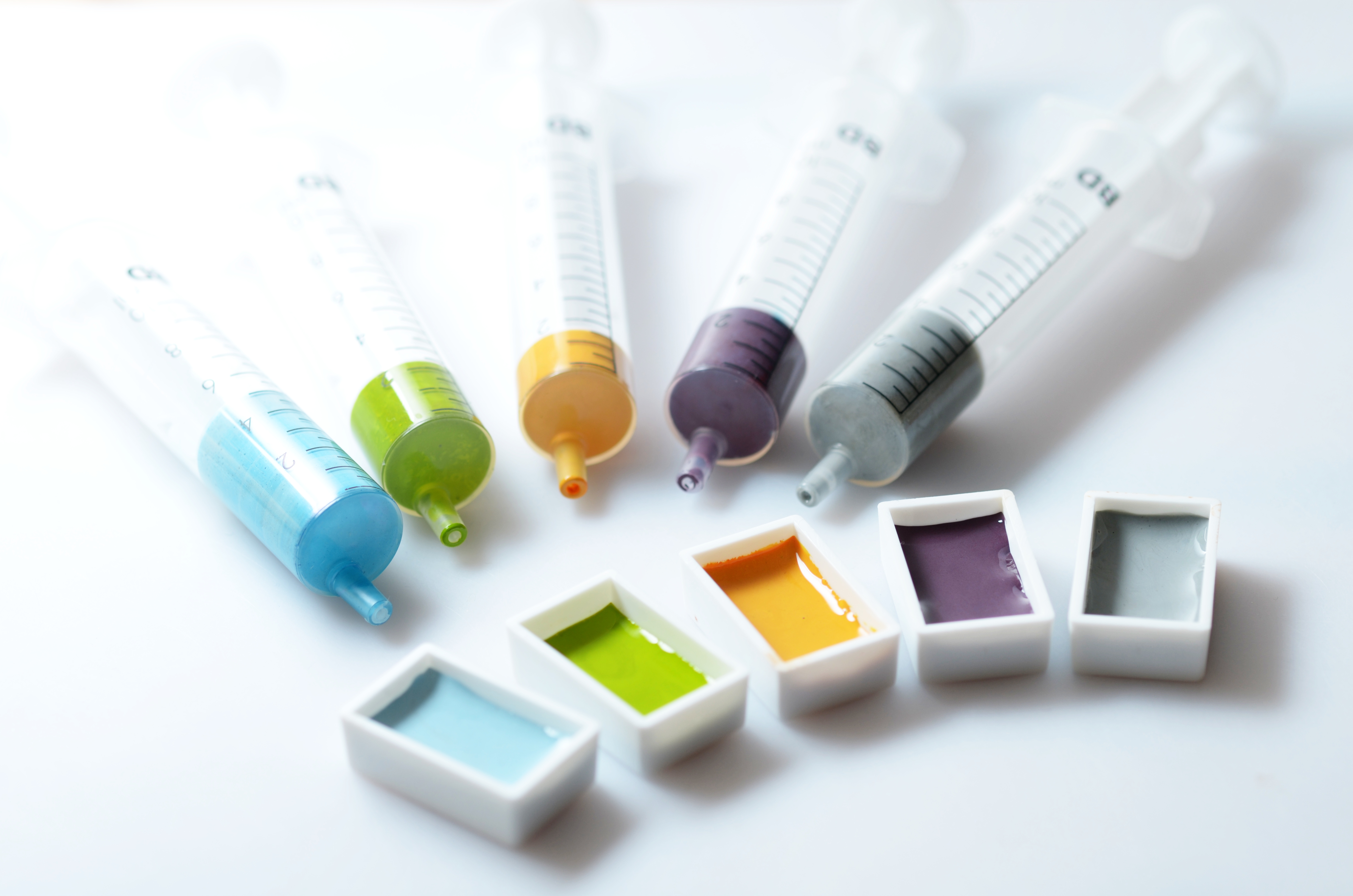
Aquarellfarbe aus Gummi arabicum, Pigment und Wasser

Gummi arabicum wird bereits seit dem Mittelalter zur Herstellung von Künstlerfarben verwendet: für Aquarell-, Gouache- und Temperafarben. Dabei dient es als Bindemittel für die Farbpigmente.
Auch in der Glasmalerei werden die pulvrigen, keramischen Glasschmelzfarben damit malfähig angerieben.
Im Orgelbau wird Gummi arabicum in einer Mischung mit Kreide und einem Farbstoff zum Oberflächenschutz und als Hitzeschutzfarbe beim Löten während der Fertigung von Metallpfeifen (meist Zinn-Blei-Legierung) eingesetzt.
Louis-Alphonse Poitevin entwickelte 1855 ein fotografisches Pigmentverfahren mit Gummi arabicum und Chromaten. Der Gummidruck ist eines der klassischen Edeldruckverfahren, das 1858 von John Pouncy (1820–1894) verbessert wurde. Es wird auch heute noch von Künstlern und Fotografen angewendet.
Eine Lösung von Gummi arabicum nennt man Gummiwasser. Aus Gummiwasser und Ruß wurde schon in der Antike in Ägypten und China Tinte hergestellt.

### Bedarf
Der jährliche Weltbedarf von 50.000 bis 60.000 Tonnen wird zu 50 % aus dem Sudan gedeckt. Früher lieferte er 85–90 % des Bedarfs. Mittlerweile sind auch der Tschad, Senegal und Nigeria starke Produzenten. Als die USA 1997 ein striktes Handelsembargo gegen den Sudan verhängten, nahmen sie kurz darauf Gummi arabicum davon aus, um die Versorgung von Coca-Cola sicherzustellen.

## Alternativen
Ähnliche Eigenschaften besitzt Ghatti-Gummi von Anogeissus latifolia. Allerdings ist dieses in der Europäischen Union nicht als Lebensmittelzusatzstoff freigegeben und besitzt deswegen keine European Food Safety E-Nummer. Die US-amerikanische Food and Drug Administration (FDA) führt Gummi Ghatti unter dem Code 184.1333 als zugelassen.